# Songbird (film)
Songbird è un film del 2020 diretto da Adam Mason.
Il film, ambientato in un futuro distopico, è il primo ad esser stato girato e completato a Los Angeles durante la pandemia di COVID-19.

## Trama
2024, Los Angeles. Quattro anni dopo l'inizio della pandemia di COVID-19 il virus continua a mutare, e ora è chiamato COVID-23: la metà dei contagiati muore e nel mondo sono stati creati dei dipartimenti dove gli infetti vengono rinchiusi senza possibilità di contatto con l'esterno. Così Nico e Sara sono lontani a causa delle restrizioni e delle misure di confinamento che hanno imposto al mondo un lockdown globale in vigore da quattro anni. Quando lei sarà in pericolo, lui, immune al virus, cercherà di superare ogni ostacolo per avvicinarsi alla sua amata e salvarla.

## Produzione
Nel maggio 2020 viene annunciato il film, prodotto da Michael Bay, basato sulla pandemia di COVID-19. Le riprese del film, iniziate l'8 luglio 2020 a Los Angeles, sono terminate il 3 agosto dello stesso anno.

## Promozione
Il primo trailer del film è stato diffuso il 29 ottobre 2020.

## Distribuzione
Negli Stati Uniti il film è stato distribuito on demand a partire dall'11 dicembre 2020, mentre in Italia dal 30 giugno 2021.

## Accoglienza

### Critica
Il film è stato stroncato dalla critica. Sull'aggregatore Rotten Tomatoes il film riceve il 9% delle recensioni professionali positive su 79 critiche con un voto medio di 3,5 su 10, mentre su Metacritic ottiene un punteggio di 27 su 100 basato su 12 critiche.

## Casi mediatici
All'uscita del trailer, il film è stato criticato, da pubblico e critica, a causa del tema trattato proprio nel periodo in cui nel mondo è presente la pandemia di COVID-19.